# U 13 (U-Boot, 1935)
U 13 war ein deutsches U-Boot vom Typ II B, das im Zweiten Weltkrieg von der Kriegsmarine eingesetzt wurde.

## Geschichte
Der Bauauftrag für das Boot wurde am 2. Februar 1935 an die Deutsche Werke, Kiel vergeben. Die Kiellegung erfolgte am 20. Juni 1935, der Stapellauf am 9. September 1935, die Indienststellung unter Kapitänleutnant Hans-Gerrit von Stockhausen am 30. November 1935.
Nach der Indienststellung gehörte das Boot bis zu seiner Versenkung am 31. Mai 1940 als Frontboot zur 1. U-Flottille. U 13 unternahm zehn Feindfahrten, auf denen es neun Schiffe mit einer Gesamttonnage von 28.325 BRT versenkte und zwei Schiffe mit 17.901 BRT beschädigte.

## Einsatzstatistik

### Erste Feindfahrt
Das Boot lief am 28. August 1939 um 5:50 Uhr von Wilhelmshaven aus und am 31. August 1939 um 7:05 Uhr dort wieder ein. Auf der vier Tage dauernden Unternehmung in der Nordsee wurden keine Schiffe versenkt oder beschädigt.

### Zweite Feindfahrt
Das Boot lief am 2. September 1939 um 0:27 Uhr von Wilhelmshaven aus und am 6. September 1939 um 1:27 Uhr wieder dort ein. Auf dieser fünf Tage dauernden Minenlegeunternehmung vor Orford Ness wurden neun Minen gelegt. Auf diese Minen liefen drei Schiffe auf, von denen zwei sanken.
- 10. September 1939: Versenkung des britischen Dampfer Magdapur (8.641 BRT) (Lage) durch einen Minentreffer. Er fuhr in Ballast und war auf dem Weg von South Shields nach Southampton. Es gab sechs Tote und 75 Überlebende.

- 16. September 1939: Beschädigung des britischen Dampfers City of Paris (10.902 BRT) durch einen Minentreffer. Er hatte Stückgut geladen und befand sich auf dem Weg von Beira nach Hull. Es gab einen Toten und 138 Überlebende.

- 24. September 1939: Versenkung des französischen Dampfers Phryne (2.660 BRT) (Lage) durch einen Minentreffer. Er hatte eine unbekannte Ladung und befand sich auf dem Weg von Immingham nach Bayonne. Es gab keine Todesopfer[1].

### Dritte Feindfahrt
Das Boot lief am 11. September 1939 um 14:54 Uhr von Wilhelmshaven aus und am 3. Oktober 1939 in Kiel ein. Auf dieser zweiundzwanzig Tage dauernden Unternehmung in der Nordsee westlich der Orkneys wurden keine Schiffe versenkt oder beschädigt.

### Vierte Feindfahrt
Das Boot lief am 25. Oktober 1939 um 2:30 Uhr von Kiel aus und am 3. November 1939 um 22:23 Uhr wieder dort ein. Auf dieser zehn Tage dauernden Unternehmung in der Nordsee wurde ein Schiff versenkt.
- 30. Oktober 1939: Versenkung des britischen Dampfers Cairnmona (4.666 BRT) (Lage) durch einen G7e-Torpedo. Er hatte Frachtgut, Weizen und Kupfer geladen und war auf dem Weg von Montreal über Halifax und Newcastle nach Leith. Das Schiff gehörte zum aufgelösten Konvoi HX-5 mit 16 Schiffen. Es gab drei Tote und 24 Überlebende.

### Fünfte Feindfahrt
Das Boot lief am 15. November 1939 um 1:45 Uhr von Kiel aus und am 25. November 1939 um 2:05 Uhr wieder dort ein. Auf dieser elf Tage dauernden Unternehmung in der Nordsee wurde ein Schiff versenkt.
- 19. November 1939: Versenkung des britischen Dampfers Bowling (793 BRT) (Lage) durch einen G7a-Torpedo. Kommandant Scheringer schoss einen Torpedo auf einen Tanker und meinte, ihn sinken zu sehen. Da die Bowling seit dem 20. November 1939 in der Nordsee als verschollen gilt, wird angenommen, dass U 13 dieses Schiff versenkt hat.

### Sechste Feindfahrt
Das Boot lief am 9. Dezember 1939 um 1:49 Uhr von Kiel aus und am 14. Dezember 1939 um 15:36 Uhr in Wilhelmshaven ein. Dieser sechs Tage dauernden Minenlegeunternehmung in der Tay-Mündung fiel ein Schiff zum Opfer.
- 6. Februar 1940: Versenkung des estnischen Dampfers Anu (1.421 BRT) durch einen Minentreffer. Er hatte Frachtgut geladen und befand sich auf dem Weg von Göteborg nach Dundee. Es gab sieben Tote.

### Siebente Feindfahrt
Das Boot lief am 24. Januar 1940 um 14:00 Uhr von Kiel aus und am 5. Februar 1940 um 20:00 Uhr in Wilhelmshaven ein. Auf dieser dreizehn Tage dauernden und zirka 950 sm über und 181 sm unter Wasser langen Unternehmung wurden zwei Schiffe versenkt.
- 31. Januar 1940: Versenkung des norwegischen Dampfers Start (1.168 BRT) durch einen G7a-Torpedo. Er hatte eine unbekannte Ladung und befand sich auf dem Weg von Sunderland nach Oslo. Es war ein Totalverlust mit 16 Toten.

- 1. Februar 1940: Versenkung des schwedischen Dampfers Fram (2.760 BRT) (Lage) durch einen G7e-Torpedo. Er fuhr in Ballast und war auf dem Weg von Stockholm nach Hartlepool. Es gab sechs Tote und 13 Überlebende.

### Achte Feindfahrt
Das Boot lief am 16. Februar 1940 um 6:45 Uhr von Wilhelmshaven aus und am 29. Februar 1940 um 18:00 Uhr wieder dort ein. Auf dieser vierzehn Tage dauernden und 1.564,5 sm über und 247,5 sm unter Wasser langen Unternehmung wurden keine Schiffe versenkt oder beschädigt.

### Neunte Feindfahrt
Das Boot lief am 31. März 1940 um 18.55 Uhr von Wilhelmshaven zum Unternehmen Weserübung aus und am 2. Mai 1940 um 8:20 Uhr in Kiel ein. Auf dieser 33 Tage dauernden Unternehmung wurden zwei Schiffe versenkt und eines beschädigt.
- 17. April 1940: Versenkung des britischen Dampfers Swainby (4.935 BRT (Lage)) durch einen G7e-Torpedo. Er fuhr in Ballast und war auf dem Weg von Kirkwall nach Malvoysund, Vaago (Island). Es gab keine Toten, 38 Überlebende.

- 26. April 1940: Versenkung des dänischen Dampfers Lily (1.281 BRT) durch einen G7a-Torpedo. Er hatte Ton- und Porzellanwaren an Bord und war auf dem Weg von Kirkwall nach Preston. Es gab keine Toten.

- 28. April 1940: Beschädigung des britischen Tankers Scottish America (6.999 BRT) durch einen G7e-Torpedo. Er hatte 9.491 t Heizöl geladen und befand sich auf dem Weg von Trinidad nach Scapa Flow.

### Zehnte Feindfahrt und Verbleib
Das Boot lief am 26. Mai 1940 um 15:00 Uhr von Kiel aus. Am 31. Mai 1940 wurde es östlich von Lowestoft durch Wasserbomben der britischen Sloop HMS Weston beschädigt und zum Auftauchen gezwungen. Das U-Boot wurde dann im Artilleriefeuer der Weston von seiner Besatzung selbstversenkt (Lage). Die gesamte Besatzung von 26 Mann wurde von den Briten gerettet.

### Versenkungen
| Datum              | Name      | Nationalität           | Tonnage (BRT) |
| ------------------ | --------- | ---------------------- | ------------- |
| 10. September 1939 | Magdapur  | Vereinigtes Königreich | 8.641         |
| 24. September 1939 | Phryne    | Frankreich             | 2.660         |
| 30. Oktober 1939   | Cairnmona | Vereinigtes Königreich | 4.666         |
| 19. November 1939  | Bowling   | Vereinigtes Königreich | 793           |
| 6. Februar 1940    | Anu       | Estland                | 1.421         |
| 31. Januar 1940    | Start     | Norwegen               | 1.168         |
| 1. Februar 1940    | Fram      | Schweden               | 2.760         |
| 17. April 1940     | Swainby   | Vereinigtes Königreich | 4.935         |
| 26. April 1940     | Lily      | Dänemark               | 1.281         |